# Бхатт, Виджай
Виджай Джагнешвар Бхатт (англ. Vijay Jagneshwar Bhatt; 12 мая 1907, Палитана — 17 октября 1993, Бомбей) — индийский кинорежиссёр

, кинопродюсер и сценарист.

## Биография
Получил образование в области электротехники в Гуджарате и Бомбее. Начал карьеру как драматург (например, успешная пьеса на гуджарати Lakho Phulani) и сценарист в период немого кино. Писал сценарии для немых фильмов, например Panima Aag, Fearless Phantom, Vanthel Veshya (все 1926), Heer Ranjha (1929) и Gulam (1931). Вместе со своим старшим братом Шанкарбхаем Дж. Бхаттом работал на киностудии Royal Films (1928) и выступал как дистрибьютор фильмов. Позднее основал Prakash Studio (1933—1971) с Шанкарбхаем в качестве продюсера. Их младший брат Харсух Бхатт некоторое время помогал Виджаю (1947—1952), прежде чем в 1957 году стал начал работать сольно.
Как режиссёр Виджай начал с трюковых фильмов (например, State Express и Leatherface) и в социальных сетях (особенно Samaj Ko Badal Dalo, 1947). Затем выпустил серию фильмов на основе Рамаяны, начавшуюся с хита Bharat Milap (1942), за которым последовали Ram Rajya (1943) Rambaan (1948) и Ramayan (1954). Созданные им мелодрамы включают легенды классической индийской музыки, например основной хит «Байджу Бавра» (1952) и Goonj Uthi Shehnai (1959). его фильм «Любовь в Гималаях» (1965) был отмечен премией Filmfare.

## Избранная фильмография
- 1943 — Рама Раджья
- 1952 — Байджу Бавра
- 1960 — Ангулимал
- 1965 — Любовь в Гималаях
- 1972 — Родная кровь
- 1977 — Хира и Панна